# Comunicació de masses
La comunicació de masses en l'àmbit de l'estudi de la comunicació, és una forma de comunicació que es pot atribuir a la comunicació pública, "en què les declaracions es fan públiques (sense un destinatari limitat i definit personalment) mitjançant mitjans tècnics de distribució (mitjans de comunicació), de forma indirecta (és a dir, amb distància espacial, temporal o espaciotemporal de l'interlocutor) i unilateral (sense canvi de rol entre els emissors i els receptors) a un públic dispers." (Maletzke 1963, amb Hickethier 1988).
El politòleg i científic de la comunicació nord-americà Harold Dwight Lasswell va redactar l'any 1948 el model de comunicació Lasswell, el qual descriu el model base de la comunicació de masses. En aquesta fórmula, s'exposa el camp d'aprenentatge i recerca de les ciències de la comunicació: "Qui diu el que en quin canal per a qui i amb quina intenció?" (Who says what in which channel to whom with waht effect?)

## Història conceptual
La comunicació de masses es troba, per exemple, en els mitjans de comunicació de masses; l'expressió s'ha de saber demarcar de la comunicació individual (per exemple: la conversa).
La definició d'en Maletzke, que durant generacions l'han ensenyat i explicat els científics de la publicitat i la comunicació com a la definició "vàlida", ha estat acompanyada d'altres teories. Aquesta necessitat de definicions més amplies, ha estat instigada sobretot per l'arribada durant els anys noranta de la ciència de la comunicació, que cada vegada ha anat agafant més força, orientada teòricament als sistemes i la investigació centrada en les formes de comunicació, com per exemple: Relacions públiques, publicitat o internet. Manfred Rühl va definir el 1980 en la seva tesi d'habilitació la producció i preparació de temes per a la comunicació pública com a una funció del periodisme. Si més no, aquest aspecte restringeix dins la tradició del periodisme el model clàssic de periodisme de notícies. La definició de Franz Ronneberger de l'any 1980 és més oberta i amplia. Per a ell, la comunicació de masses és: "Un context d'acció per a la producció de declaracions públiques". Finalment, l'any 1997, sota la impressió d'Internet i la comunicació per xarxes, Theis-Berglmair va destacar en el seu model de participants i relació de comunicació de masses la reciprocitat d'una xarxa de relacions entre receptors i emissors organitzats i naturals, els quals canvien constantment el seu rol comunicatiu entre productor i receptor. Un clar exemple d'aquest nou punt de vista seria aquest propi projecte de Viquipèdia.
En ciències de la comunicació, els límits exactes del concepte i, per tant, el tema de la disciplina encara no estan del tot clarificats de manera indiscutible. Això sempre està lligat a la qüestió del que realment cobreix una definició de comunicació de masses.
Avui dia, són objectes de qüestió en l'àmbit de la ciència de la comunicació els criteris marcats per Gerhard Maletzke "públic dispers" i "indirecte i unilateral". Els mitjans cada cop més es dirigeixen a un públic específic i a través de les noves formes directes de participació del públic els termes "indirecte i unilateral" ja no són del tot adequats, degut a la amplia proposta que s'ofereix al públic dins dels mitjans.

## Teories de la comunicació de masses
No hi ha cap teoria general de la comunicació de masses, però sí diferents enfocaments:
- Enfocament lineal unilateral: En els primers temps de la ciència de la comunicació, els estudis de la comunicació de masses la tractaven com a mediació lineal i unilateral de l'enunciat de l'emissor al receptor. En conseqüència, la comunicació funciona en aquest cas com un "carrer de sentit únic", similar a una corretja de transmissió ("transmission belt theory").
- Enfocament variable: Quan la ciència es va adonar que l'enfocament lineal unilateral estava massa simplificat, va sorgir l'enfocament variable. De cop, el receptor ja no era percebut com una variable en el sistema de comunicació, sinó com un embolic de multitud de factors. A partir de llavors es van començar a desglossar la resta de factors bàsics de la comunicació de les masses en més i més variables. Al final, els científics de la comunicació han adquirit un nombre tan alt de variables que és gairebé impossible una visió completa de tots. No obstant això, l'enfocament variable és el patró bàsic dominant en la ciència de la comunicació actual.
- Teoria de la simultaneïtat entre la comunicació personal i la comunicació de masses: En aquest cas, s'aborda la qüestió de la influència entre la comunicació personal (per exemple amb el veí), en comparació amb la comunicació de masses (per exemple mitjançant la imatge d'un diari). També s'estudia el paper dels prescriptors/líders d'opinió (terme utilitzat de manera inconscient), així com la divulgació de noves idees i pràctiques.
- Enfocament de beneficis: Aquí hi tenen un paper junts tres components: l'ensenyança dels béns i beneficis a través de la satisfacció de les necessitats, la tesi del receptor actiu i la teoria de la interacció simbòlica. La idea és que el destinatari busca la satisfacció de les necessitats experimentant declaracions als mitjans. Aquesta satisfacció significa per ell un benefici (gratificació). És a dir, que el producte mediàtic que consumeixi l'espectador dependrà de la seva utilitat i benefici que en pugui esperar, d'aquí el terme "enfocament de beneficis". El fet que el consumidor faci o no un ús més considerat de determinats mitjans o articles li proporciona un feedback. Per aquest motiu, li permet parlar a l'enfocament de beneficis d'una interacció entre l'usuari i el mitjà. Durant un temps, l'enfocament de beneficis es va veure com una veritable revolució. Avui, però es pensa que és sobretot un complement de l'enfocament d'impacte.
- Enfocament del sistema: Amb l'enfocament de sistemes, ja no hi ha persones sinó que només sistemes que interactuen entre ells. Ja no es parla de periodisme, sinó que de "periodisme de sistema".
- Constructivisme: Basat en el coneixement que les persones formen la seva pròpia visió del món a partir de les seves experiències. El constructivisme radical nega que una persona sigui capaç de reconèixer la "realitat vertadera". Segons aquesta teoria, els mitjans de comunicació poden oferir, en el millor dels casos, esborranys de la realitat. Per tant, la qüestió de l'"informe objectiu" no tindria sentit des del principi.
- Teories crítiques: Quasi totes aquestes teories es basen en els ensenyaments de l'Escola de Frankfurt[cal citació] (Max Horkheimer, Theodor W. Adorno). Molts es basen en la teoria de Habermas de les accions comunicatives. La recerca aquí se centra en la propietat i les condicions de producció, un es pregunta: qui és el propietari de quina editorial? Qui controla el periodista? Com van influir els mitjans de comunicació en la consciència social? I finalment: Quines són les connexions entre les empreses de mitjans i altres institucions, per exemple partits polítics? Els científics més crítics jutjen sovint el fet que la comunitat científica convencional no s'ocupi de qüestions socialment rellevants perquè han acceptat els governants i s'han posat al seu servei.

Existeix un subgrup conegut com el pensament "dialèctic-crític" o "crític-materialista", que treu el seu pensament i vocabulari de la doctrina marxista-materialista.
- Teoria de la dissonància cognitiva: En un principi un enfocament purament psicològic. Aquí el focus es troba en els factors de correcció en receptors que debiliten la funcionalitat i efecte dels mitjans. La idea és que a la gent no li agrada cap idea que puguin plasmar els mitjans i que sigui contrària a la seva. Això és, per exemple, la raó per la qual en les campanyes electorals molts ciutadans només consumeixen i segueixen declaracions dels seus partits preferits. Tanmateix, aquesta teoria descuida motius humans com ara la curiositat. Pot ser útil i servir d'ajuda, però ja no és aclaridora.